# لابت (کانزاس)
لابت (به انگلیسی: Labette) شهری در ایالت کانزاس کشور ایالات متحده آمریکا است که جمعیت آن در سرشماری سال ۲۰۱۰ میلادی، ۷۸ نفر بوده‌است.